# Звягинцев, Антон Сергеевич
Антон Сергеевич Звягинцев (род. 4 декабря 1993, Пятигорск) – российский профессиональный скейтбордист, выступающий в дисциплине лонгбординга «даунхилл». Один из главных популяризаторов лонгбординга в России.

## Биография

### Спортивная карьера
Антон родился 4 декабря 1993 года в Пятигорске. В 13 лет начал заниматься скейтбордингом.
В 2012 году поступил в Пятигорский медико-фармацевтический институт. В это же время начал профессионально заниматься даунхилл-лонгбордингом. Выступал за команды X3mboardshop, Moonshine MFG, Triple 8 NYC, Skate Blood Orange.
Участвовал во множестве соревнований в России, выиграв некоторые из них, включая:
- Slide Jam 2013 (г. Санкт-Петербург)
- Go Longboard Moscow 2014 (г. Москва)
- Blood & Concrete Longboard Day 2015 (г. Санкт-Петербург)
- Chill and Hill 2017 (г. Сочи)
- Opening of the season KANT 2018 (г. Москва)

В 2017 году стал серебряным призёром открытия сезона по лонгборду в Чехии.
Также много лет преподаёт лонгбординг, в том числе в рамках лонгборд-тура Ride&Travel в Испании, и занимается его популяризацией в России.
В 2021 году стал организатором и ведущим скейт-фестиваля Open Summer Skate Fest в Пятигорске. В том же году был спикером по скейтбордингу российской премии уличных культур «КАРДО», а также лично награждал победителей на церемонии закрытия.
В 2022 году по инициативе Звягинцева при поддержке администрации Пятигорска и содействии Федерации скейтбординга России в районе горы Машук запланировано проведение первого в истории чемпионата России по лонгборду.
Ведёт блоги в Instagram, TikTok и YouTube с общей аудиторией свыше 1,5 миллиона подписчиков.

### Актёрская карьера
В 2016 году сыграл в фильме «Downhill Adventure. Episode 1».
В 2017 году принял участие в телепрограмме «Лучше всех!» в качестве приглашенного гостя в выпуске с юной скейтбордисткой Василисой Ермаковой.
Играл эпизодические роли скейтбордистов в фильмах «Ёлки последние» (2018), «Вторжение» (2019), мини-сериале «Разворот» (2021).
Снимался в рекламе LADA XRAY, Sprite, Reebok и других.